# Chincha Alta (plaats)
Chincha Alta is een stad in de gelijknamige provincie, in de Peruaanse regio Ica. Cincha Alta ligt ongeveer 200 kilometer ten zuiden van de Peruaanse hoofdstad Lima. In totaal beslaat Chincha Alta ongeveer 2988 km² en telt het 177.000 mensen (2015).

## Bestuurlijke indeling
Deze stad (ciudad) bestaat uit vier districten:
- Chincha Alta (hoofdplaats van de provincie)
- Grocio Prado
- Pueblo Nuevo
- Sunampe

## Geboren
- Luis Advíncula (1990), voetballer

Arequipa · Ayacucho · Cajamarca · Chiclayo · Chimbote · Chincha Alta · Cuzco · Huancayo · Huánuco · Huaraz · Ica · Iquitos · Juliaca · Lima · Pisco · Piura · Pucallpa · Puno · Sullana · Tacna · Tarapoto · Trujillo · Tumbes